# Bambini di Bergen-Belsen
Alcuni bambini recuperano le forze all'ospedale del campo dopo la liberazione (aprile 1945)

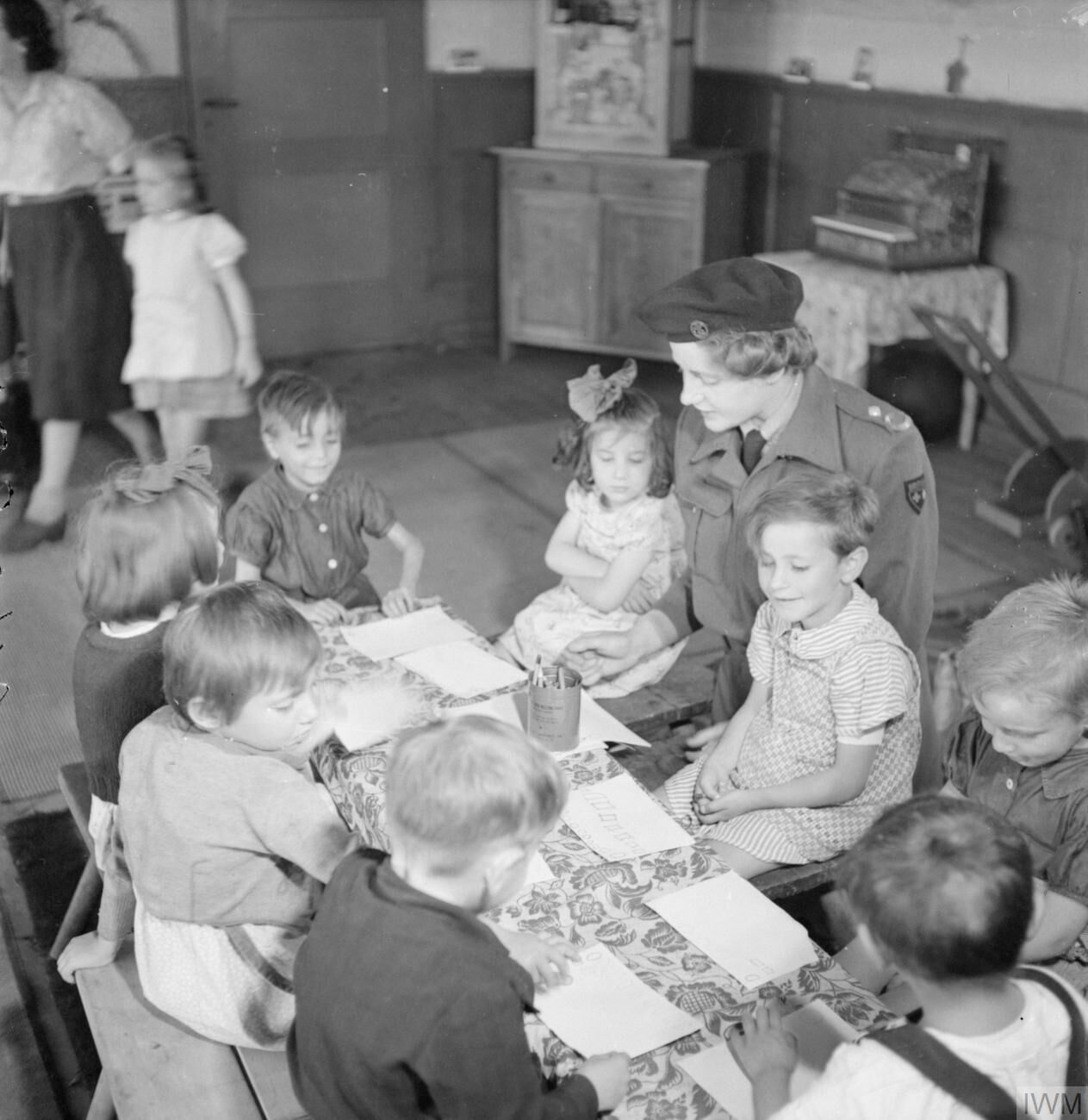
Il gruppo dei bambini più piccoli sopravvissuti a Bergen-Belsen (giugno 1945)

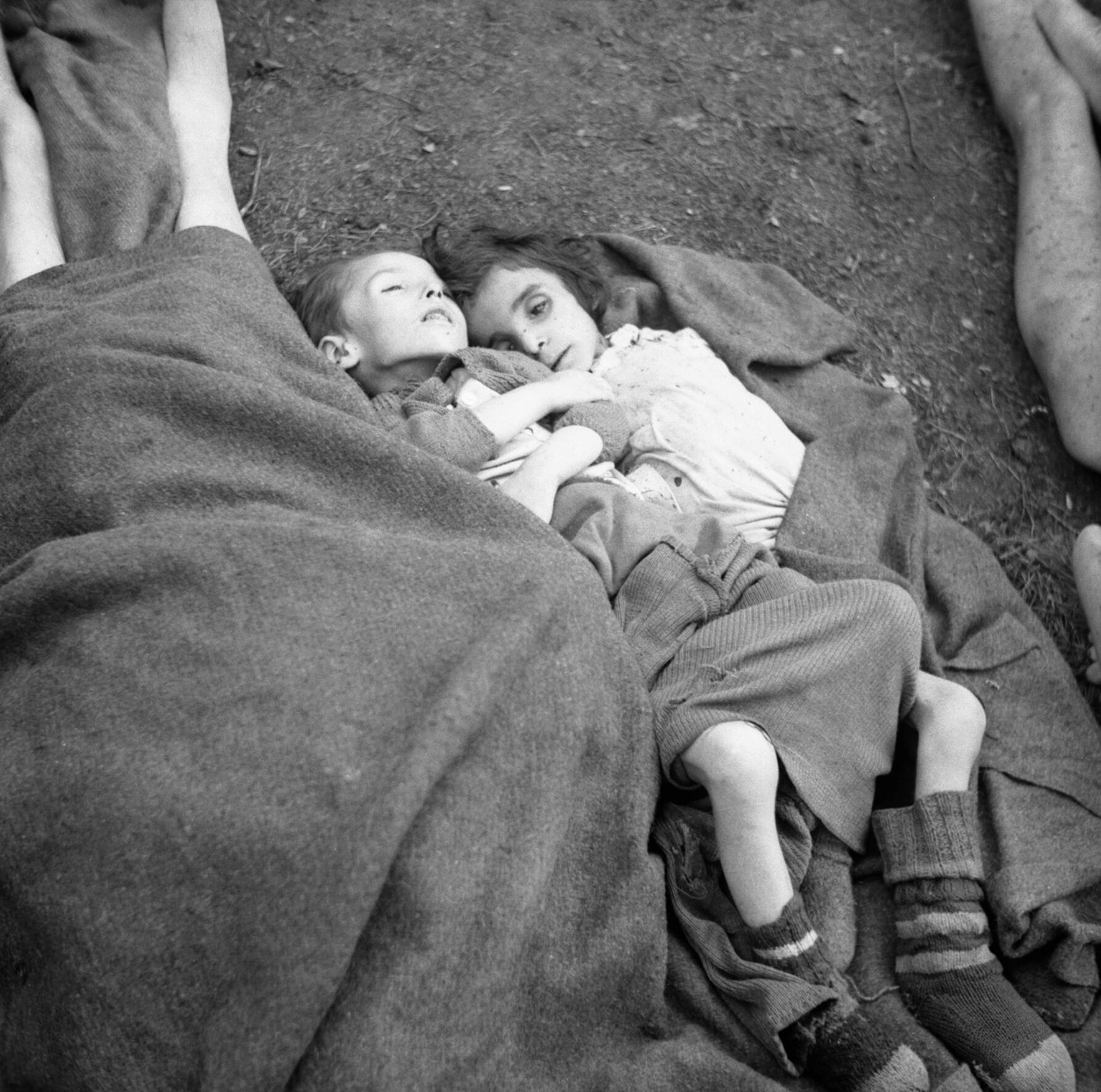
Tra i bambini presenti al campo al momento della liberazione (15 aprile 1945), molti erano in condizioni disperate, abbandonati moribondi in mezzo alle migliaia di cadaveri insepolti

I Bambini di Bergen-Belsen sono stati i circa 3.500 bambini di età inferiore ai 16 anni (in maggioranza ebrei, ma anche rom), che per periodo più o meno lunghi furono imprigionati nel campo di concentramento di Bergen-Belsen tra il 1943 e il 1945. Al momento della liberazione (15 aprile 1945) circa 500 di loro furono ritrovati in vita al campo. La maggior parte di loro fu liberata altrove, sui treni dove erano stati evacuati pochi giorni prima dell'arrivo delle truppe britanniche. Si calcola che 600-800 bambini morirono al campo.

## Dati generali
Bergen-Belsen non era un campo di sterminio, ma di concentramento e smistamento, diviso in sezioni diverse, in due delle quali a varie riprese fu presente un numero considerevole di bambini ed anche intere famiglie.
Le condizioni di vita furono per tutti molto dure ma l'esperienza di prigionia fu molto diversa per i circa 2500 bambini che soggiornarono nelle varie sottosezioni del "campo ostaggi" (dal 1943 al 1945) da quella dei circa 1000 bambini e adolescenti giunti negli ultimi mesi di conflitto nel "campo di detenzione" (tra il 1944 e il 1945). 
Nel campo ostaggi alcune centinaia di bambini morirono di stenti e malattia, o perché furono mandati a morire ad Auschwitz, ma la maggioranza di loro sopravvisse. Alcuni furono liberati con scambi di prigionieri, gli altri sopravvissero l'evacuazione generale sugli ultimi treni in partenza da Bergen-Belsen. A causa dello sgombero completo del campo ostaggi avvenuto pochi giorni prima dell'arrivo delle truppe inglese, nessuno di loro era presente al campo al momento della liberazione.
Il tasso di mortalità tra i bambini giunti al campo di detenzione fu invece superiore al 50%. Si trattava di bambini e adolescenti che cresciuti nei ghetti e nei campi di concentramento della Polonia, erano arrivati al campo dopo estenuanti trasferimenti e si trovarono in un ambiente dove mancava cibo e acqua potabile e dilagava un'epidemia di tifo. Furono essi i circa 500 bambini trovati in vita al momento della liberazione il 15 aprile 1945. Un centinaio di loro, molti tra i più piccoli, erano radunati in una baracca speciale, dove avevano trovato protezione sotto la cura di alcuni dottoresse e infermiere ebree del campo. 
Si calcola siano stati circa 200 i bambini nati al campo. Pochi di loro sopravvissero.
Una mostra è stata loro dedicata nel 2016 ai bambini del campo al museo di Bergen-Belsen.

## I bambini del campo-ostaggi

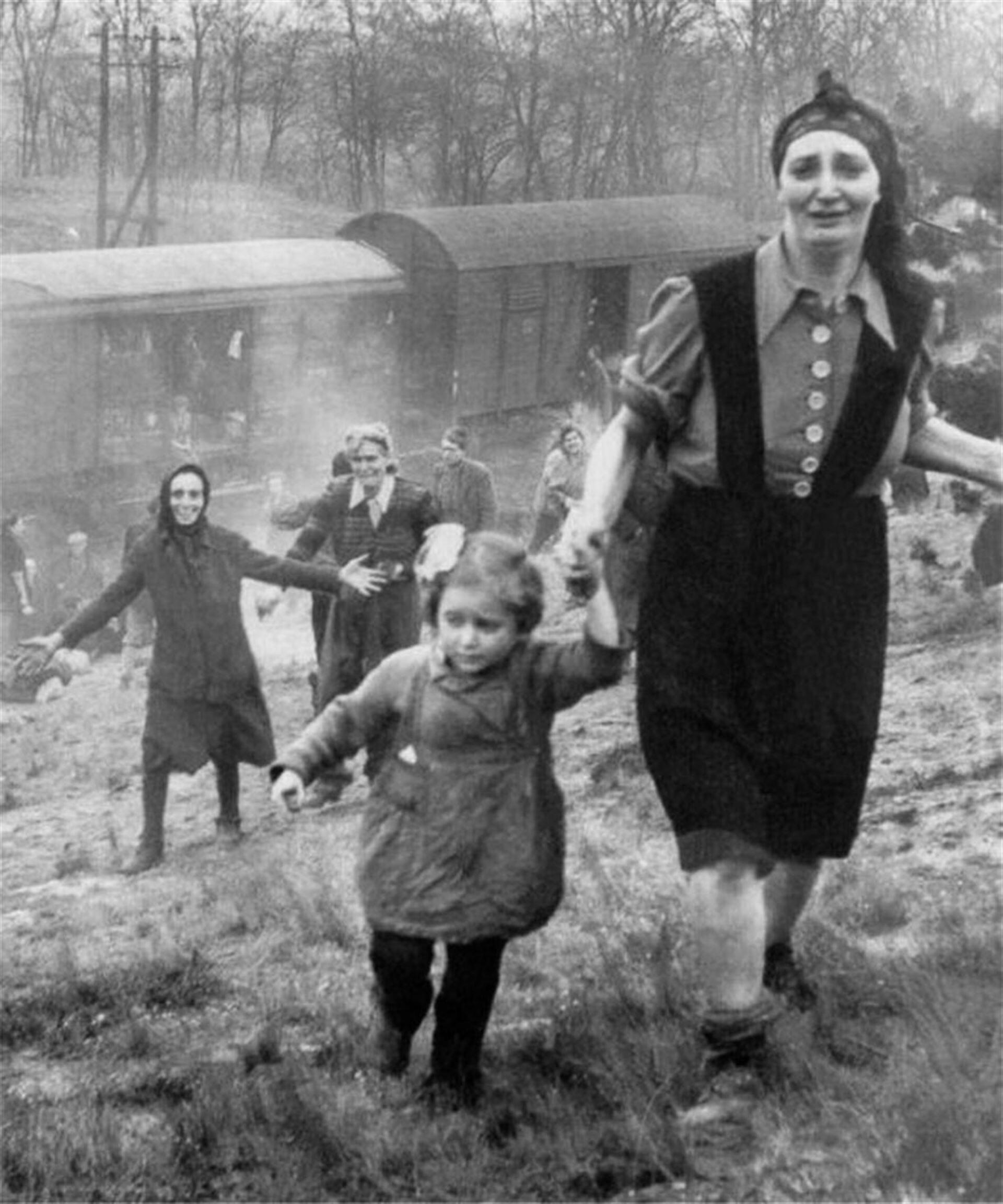
Molti dei bambini del "campo-ostaggi" di Bergen-Belsen furono liberati a bordo dei treni di Bergen-Belsen, con i quali erano stati evacuati dal campo nell'aprile 1945, nei giorni precedenti l'arrivo delle truppe britanniche

La maggior parte dei bambini di Bergen-Belsen si trovavano nel campo-ostaggi con le loro famiglie, dove le condizioni di vita, pur durissime, furono almeno inizialmente relativamente migliori. Il campo era stato costituito per ospitare ebrei che avevano documenti di paesi stranieri o familiari di prigionieri di guerra sotto la protezione della Convenzione di Ginevra o ebrei che per varie ragioni si riteneva potessero essere utilmente scambiati con internati civili tedeschi in altri paesi. Alcune centinaia di bambini furono in effetti liberati nel corso del conflitto con scambi di prigionieri. 

### I detenuti da Varsavia
Tra i gruppi di ostaggi giunsero a Bergen-Belsen nel luglio 1943 da Varsavia due trasporti con circa 2300-2500 persone, inclusi bambini. Si trattava di ebrei che erano provvisti di lasciapassare per il Sud-America o la Palestina, la maggior parte dei quale rivelatisi poi falsi. Per questo motivo nell'ottobre 1943 circa 1700 persone del gruppo furono mandate a morire ad Auschwitz. Altri due trasporti fecero lo stesso percorso nel 1944, finché di quel gruppo non rimasero che circa 350 persone, le uniche ritenute in possesso di documenti legittimi.

### I bambini italiani con passaporto straniero
Tra il gennaio e il maggio 1944, numerose famiglie ebree con passaporto inglese o da paesi neutrali (come la Turchia e la Spagna) furono deportate dall'Italia a Bergen-Belsen. Tra di essi (come nucleo più consistente) erano tutti quegli ebrei che dalla Libia erano stati deportati in Italia nel 1942. I deportati furono 405, tra cui almeno 135 bambini. Molte famiglie furono rilasciate in seguito a scambio di prigionieri, altre rimasero al campo fino alla Liberazione nell'aprile 1945. Nonostante le durissime condizioni di vita, quasi tutti i bambini sopravvissero.

### Il treno di Kastner
Il 9 luglio 1944 un trasporto di 1684 ebrei ungheresi (tra cui 273 bambini) raggiunse Bergen-Belsen. Il trasporto conosciuto come il treno di Kastner era il risultato di un accordo tra Rudolf Kastner (in rappresentanza del Comitato ebraico di Aiuto e Soccorso ai rifugiati) e le autorità tedesche impegnatesi a liberare un certo numero di prigionieri in cambio di valuta straniera. A Bergen-Belsen i componenti del trasporto furono ospitati in una speciale sotto-sezione speciale del campo-ostaggi (Ungarnlager). Un primo gruppo di 318 ebrei poterono rifugiarsi in Svizzera nell'agosto 1944, 1350 li seguirono nel dicembre 1944. Ci furono alcuni morti e nascite, 17 persone rimasero detenute a Bergen-Belsen. Alla fine circa 1670 persone arrivarono in Svizzera. 
Tra i 273 bambini del treno di Kastner c'erano Shaul Ladany (b.1936), Ladislaus Löb (b.1933), Péter Szondi (1929-1971), e Adam Heller (b.1933). Nel 2008, Ladislaus Löb, che all'epoca aveva 11 anni, ha pubblicato un volume nel quale ricostruisce l'intera vicenda sulla base dei documenti storici e della propria esperienza autobiografica.

### Evacuazione del campo ostaggi: i treni di Bergen-Belsen
Ai primi di aprile 1945, tutti i 6.800 ebrei rimasti nel campo-ostaggi (inclusi circa 2000 bambini) furono evacuati a bordo di tre convogli (i treni di Bergen-Belsen) con destinazione Theresienstadt. Solo un convoglio (il secondo) raggiunse la prevista destinazione. Il primo treno fu intercettato dagli americani vicino a Magdeburgo (a bordo vi erano 2500 persone, di cui 700 bambini). Il terzo treno raggiunse il confine est vicino alla cittadina tedesca di Tröbitz dove fu liberato dalle truppe sovietiche. E' a quest'ultimo trasporto che si riferiscono il libro autobiografico (Anni d'infanzia. Un bambino nei lager), scritto da Jona Oberski nel 1978, e l'adattamento cinematografico (Jona che visse nella balena) diretto da Roberto Faenza nel 1993. Ne parlano anche Jacques Saurel, Marion Blumenthal Lazan e Eddy Boas nelle loro memorie.
Tra i bambini che vissero nel campo ostaggi ci sono:
- (a) Uri Orlev, Judah Samet (n.1938), Tsvi Nussbaum ? (1935-2012) (liberati il 13 aprile 1945 sul treno dagli americani vicino a Magdeburgo);
- (b) Jona Oberski, Jacques Saurel, Ischa Meijer, Simona/Trude Marion Blumenthal Lazan, Ab Schuster, Eddy Boas (liberati sul treno dai russi il 23 aprile 1945 vicino a Tröbitz).

## I bambini del campo di detenzione

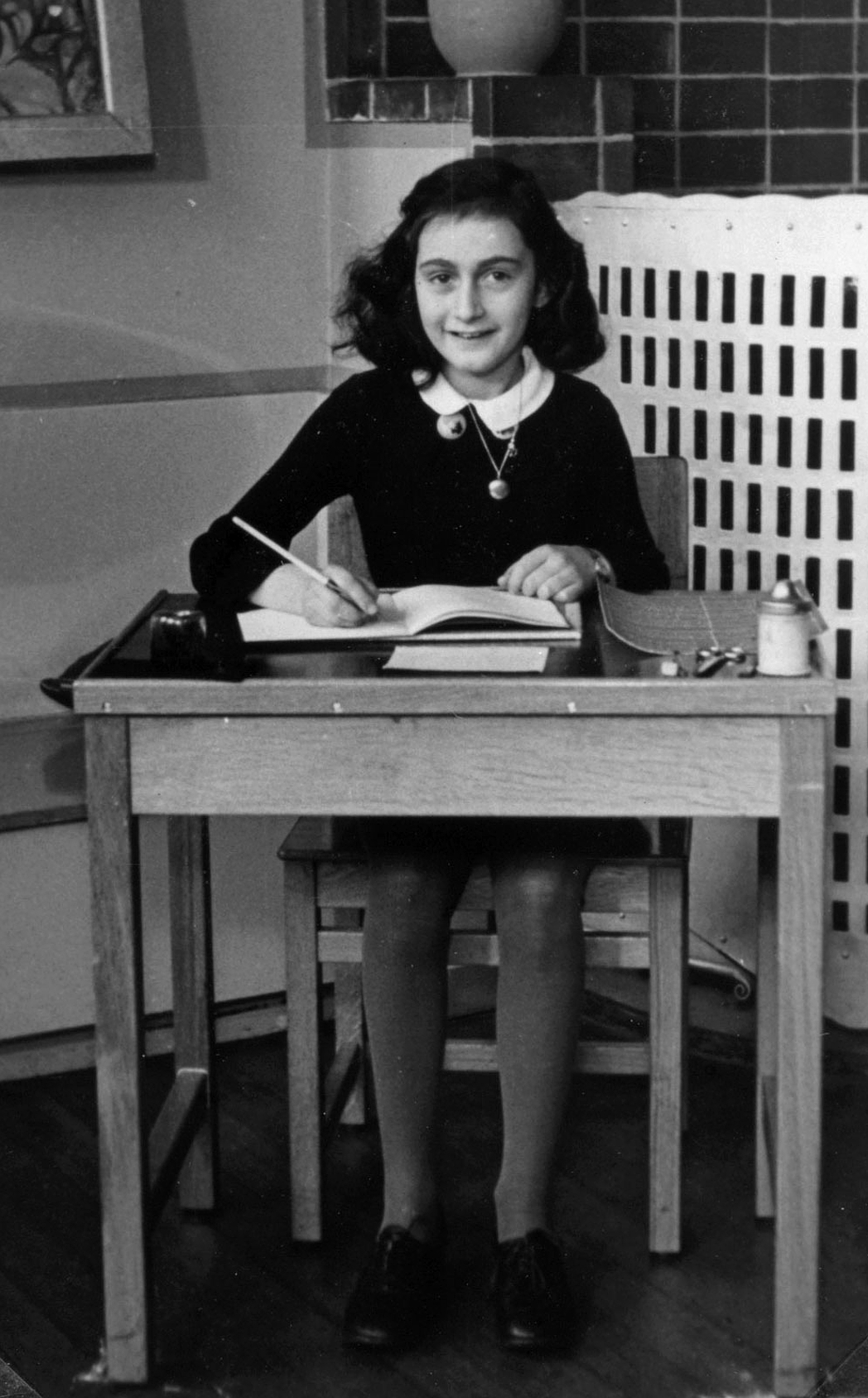
Anna Frank fu tra i numerosi bambini e adolescenti morti nel "campo di detenzione" a Bergen-Belsen

I circa 500 bambini in vita al momento della liberazione si trovavano invece nel campo di detenzione, che nelle ultime settimane di vita del campo si trovò inondato da migliaia di prigionieri provenienti dai campi di concentramento dell'est. La maggior parte di questi bambini erano ebrei, alcuni rom. Molti di loro vi erano arrivati assieme alle loro madri dal campo di concentramento di Ravensbrück. Le loro condizioni di vita nel campo furono drammatiche. Travolti dal collasso generale del campo, si calcola che almeno 500 di loro perirono al campo, di fame o malattia, tra di loro anche Anna Frank e la sorella Margot.
Tra coloro che sopravvissero c'erano Arianna Szörényi, Edith Bruck, Branko Lustig, Zuzana Růžičková (1927–2017), Alice Lok Cahana (1929–2017), Tomi Reichental (n. 1935), Sara Atzmon (n. 1933), Susan Pollack (1930–1995), Dagmar Lieblova (n.1929), Sylvia Weiner (n. 1930), Ivan Lefkovits (n. 1937); e anche bambini rom come Ceija Stojka (1933–2013) e Hugo Höllenreiner (1933–2015).
I bambini liberati a Bergen-Belsen provenienti dai paesi dell'Europa occidentale furono presto rimpatriati. Quelli che provenivano dall'est che avevano familiari trovarono accoglienza nel vicino campo profughi. Gruppi di orfani furono condotti in Svezia e Inghilterra. Un medico pediatra irlandese, il dr. Bob Collis, che dopo la liberazione aveva lavorato come volontario della Croce Rossa all'ospedale a Bergen-Belsen e quindi in Svezia per la cura dei piccoli ricoverati, condusse sei di loro in Irlanda, adottandone due e sistemando gli altri in altre famiglie adottive.

### La casa dei bambini (Kinderbaracke)
Negli ultimi caotici mesi di vita del campo un settore del campo (Kinderbaracke) fu dedicato a concentrarvi tre gruppi di bambini che vi arrivavano di età inferiore ai 14 anni.
Il primo nucleo fu costituito da un gruppo di 54 bambini ebrei olandesi, di eta compresa tra i 10 mesi e i 13 anni, che privi di genitori giunsero al campo nel dicembre 1944. Luba Tryszynska, un'infermiera ebrea polacca, che lavorava come infermiera al campo riuscì a convincere le autorità naziste ad ospitarli insieme in una baracca sotto la sua cura. 52 di loro sopravvissero grazie alle cure ricevute da Luba assistita da altre donne del campo e dalla quattordicenne Hetty Verolme cui fu concesso di restare con i due fratelli minori. Il 18 aprile 1945 la ragazzina fu intervistata dal giornalista della BCC Patrick Gordon Walker. Emigrata in Australia, nel 2000 pubblicherà un libro sulla sua esperienza (The Children's House of Belsen).
Ai bambini olandesi furono uniti altri due gruppi di bambini, rispettivamente dalla Polonia e dalla Slovacchia, di cui si prese cura in particolare la una dottoressa ebrea Hadassah (Ada) Bimko (Hadassah Rosensaft), da Sosnowiec, Polonia. La loro vicenda, meno nota, è raccontata da Coby Lubliner che a 9 anni fece parte di un gruppo di 15 bambini provenienti dalla Polonia i quali giunsero a Bergen-Belsen dopo aver transitato per il campo di concentramento di Buchenwald. Tra essi vi era anche un bambino di due anni, Yidele Henechowicz (Julius Maslovat). Nella stessa baracca era anche ospitato un gruppo di una decina di partorienti.
Il totale dei bambini sopravvissuti nel Kinderbaracke sembra essere quello di un centinaio riportato in alcuni giornali inglesi dell'epoca. E' a loro che si riferiscono in particolare molti dei filmati e delle foto sui bambini di Bergen-Belsen che furono scattate al campo nei giorni e settimane seguenti alla liberazione. Fu l'unico gruppo di bambini a ricevere una qualche protezione dalla rovina generale del campo. 
Nel 1995, molti dei bambini olandesi si ritrovarono ad Amsterdam per onorare la sorella Luba, l'"angelo di Belsen" che li aveva protetti durante la prigionia.

### Bambini nati dopo la liberazione
Un campo profughi per ebrei superstiti dell'Olocausto fu stabilito tra il 1945 e il 1950 a poca distanza dal campo di concentramento nazista. Oltre 50.000 persone vi risiedettero per periodi più o meno lunghi. Si calcola che furono 2000 i bambini nati in quei 5 anni nel campo profughi.
Susan Schwartz fu una dei primi bambini a nascere nel nuovo campo.

## Filmati e foto d'archivio
Tra le migliaia di cadaveri insepolti si trovarono anche bambini morti o moribondi (15 aprile 1945):

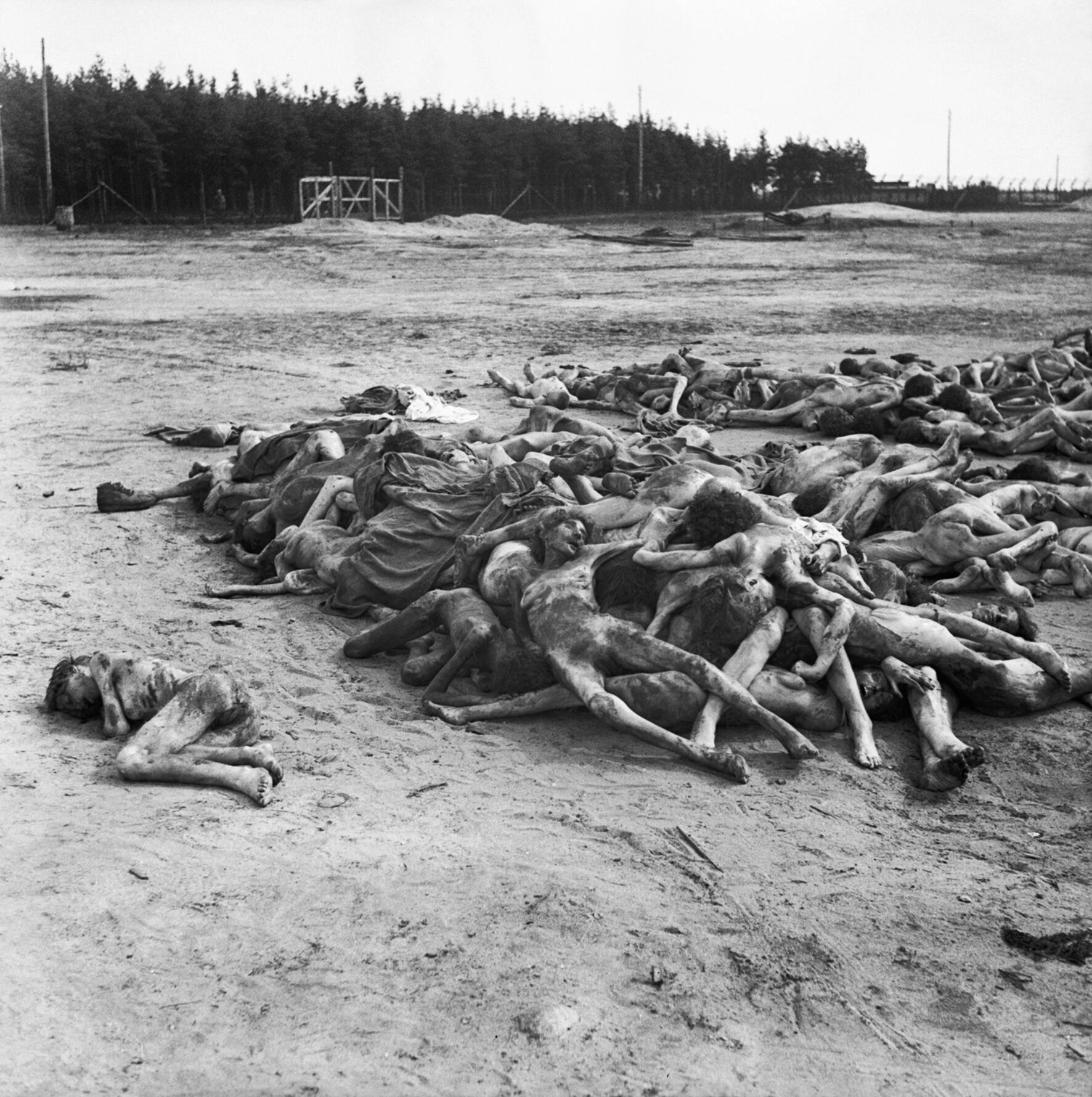
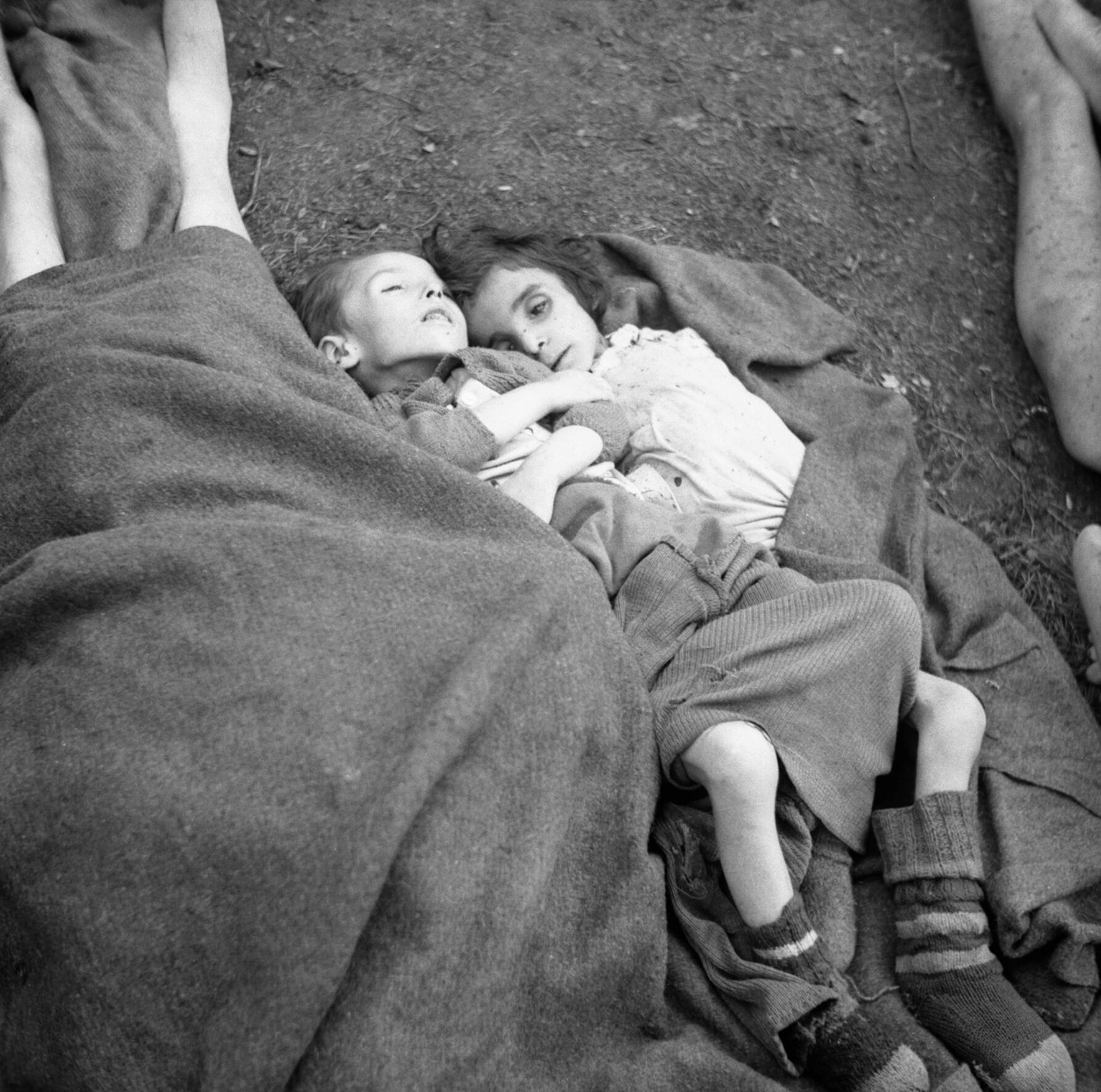

Un piccolo ospedale fu subito attrezzato che permise a molti bambini superstiti malati di poter riprendere le loro forze (aprile 1945): 

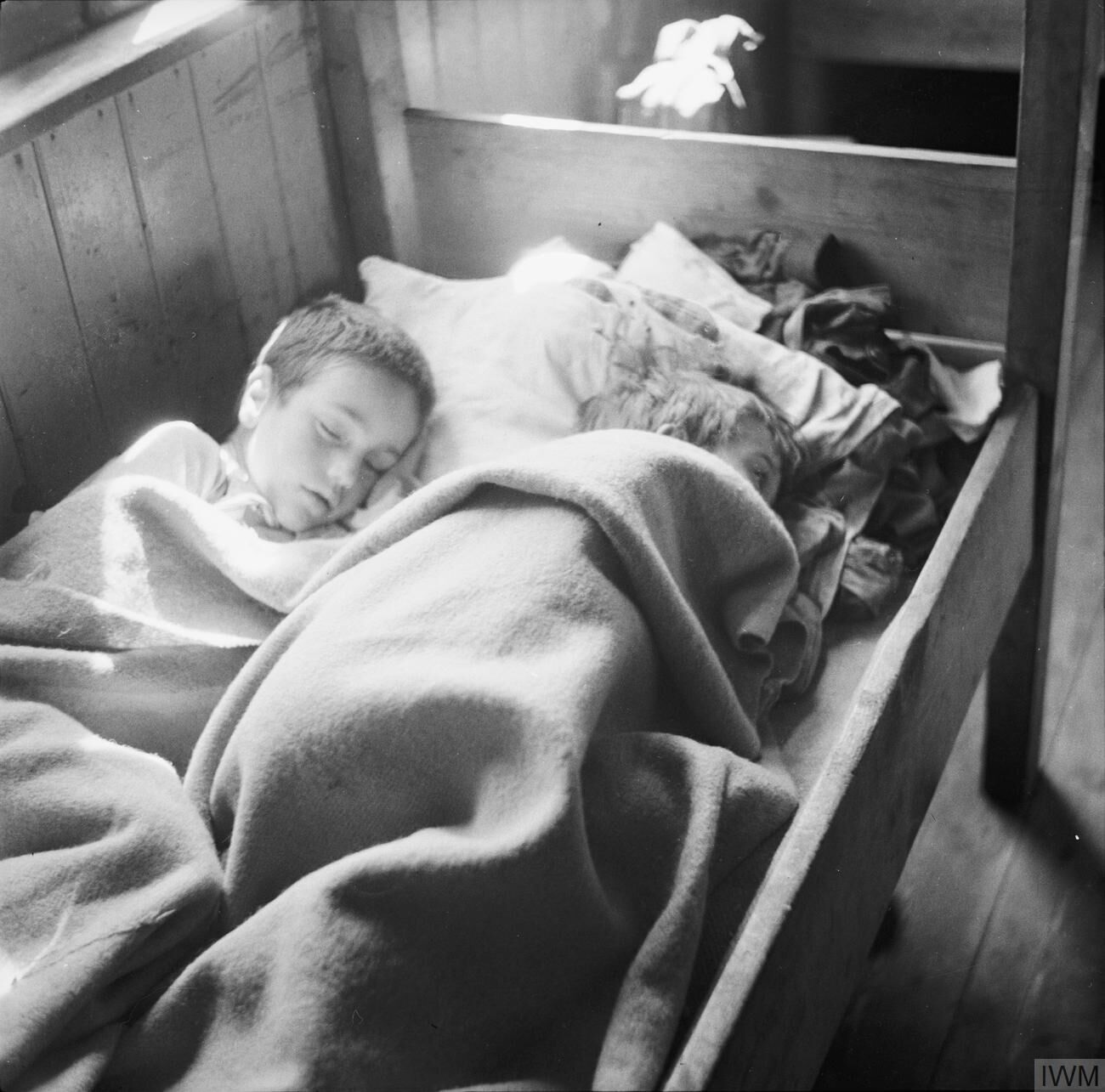
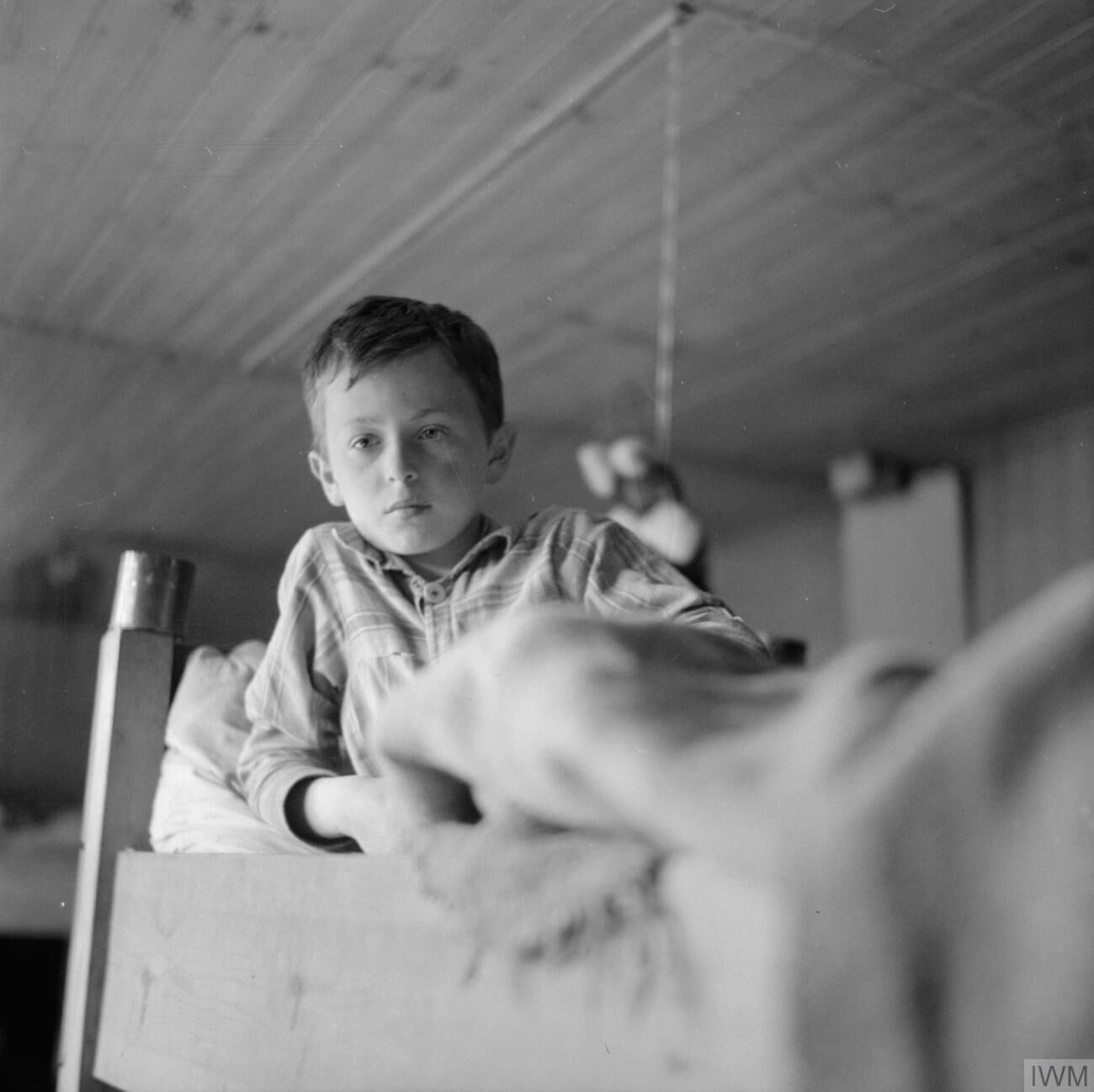
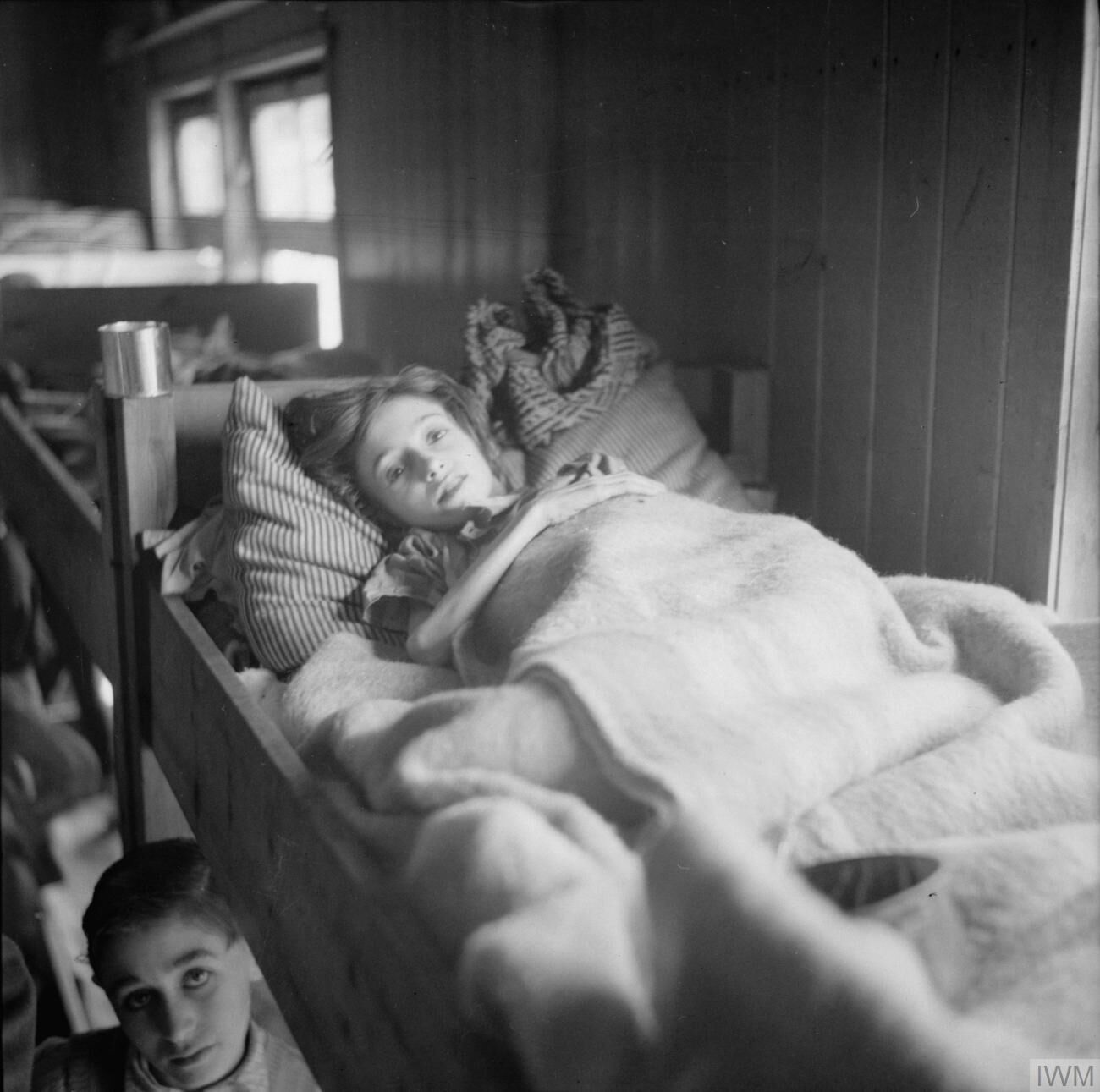
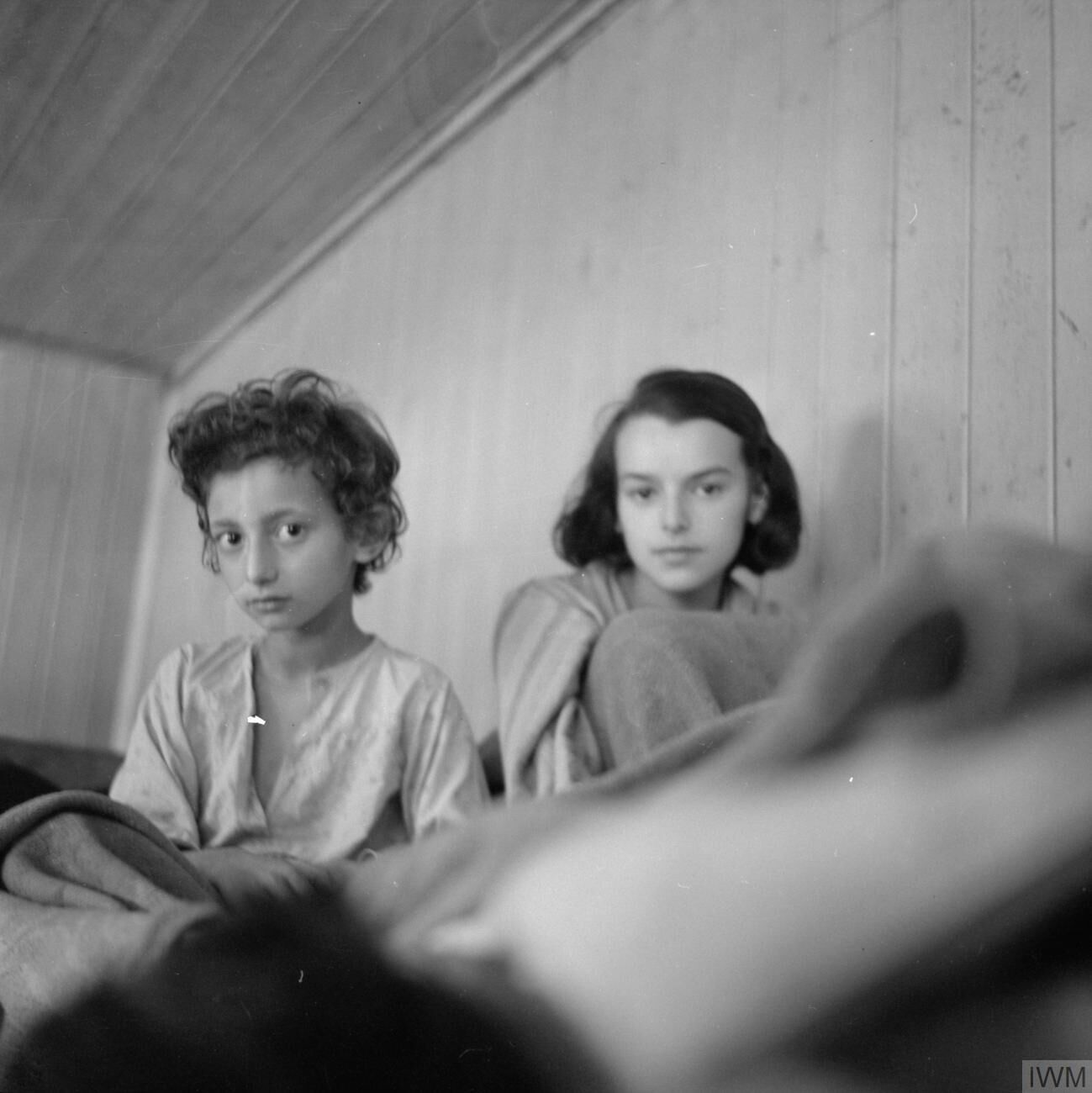

Il centinaio di bambini del Kinderbaracke erano in migliori condizioni e dopo alcune settimane, ripuliti, nutriti e rivestiti poterono cominciare una nuova vita (aprile-maggio 1945). I soldati inglesi costruirono per loro anche delle altalene. Nurose foto e un filmato riprendono la loro vita:
- Children at Belsen, su collections.ushmm.org.

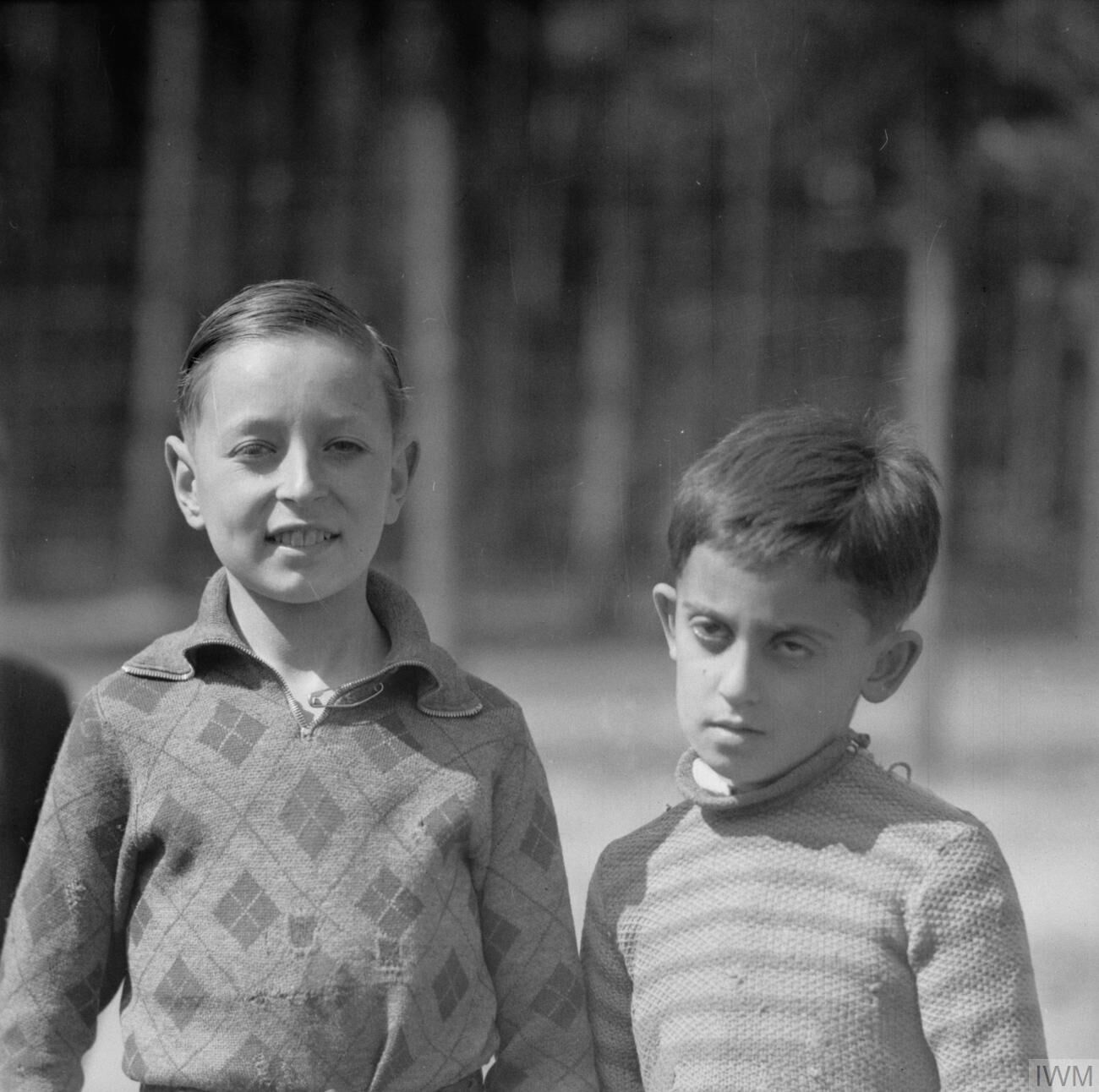
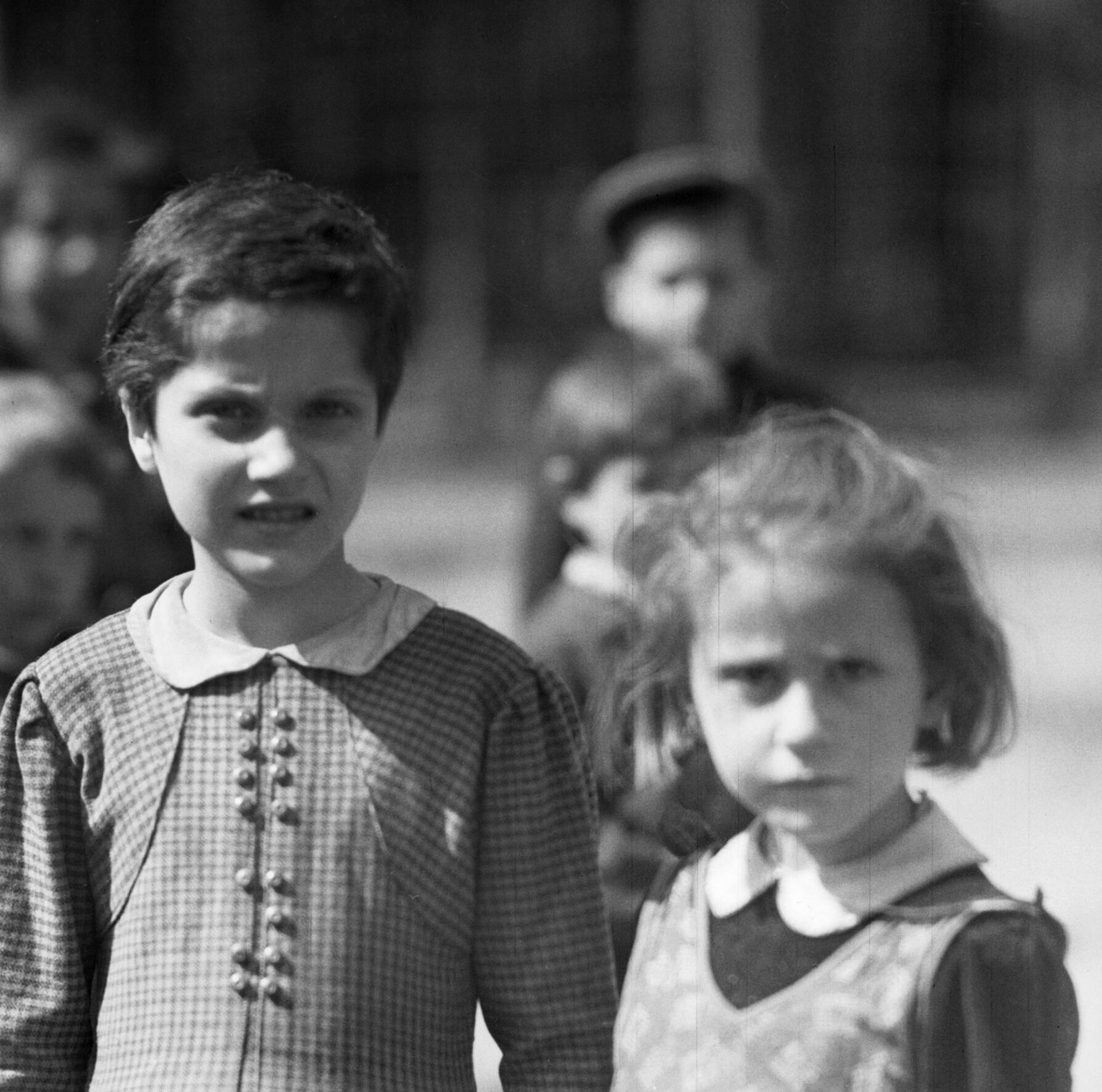
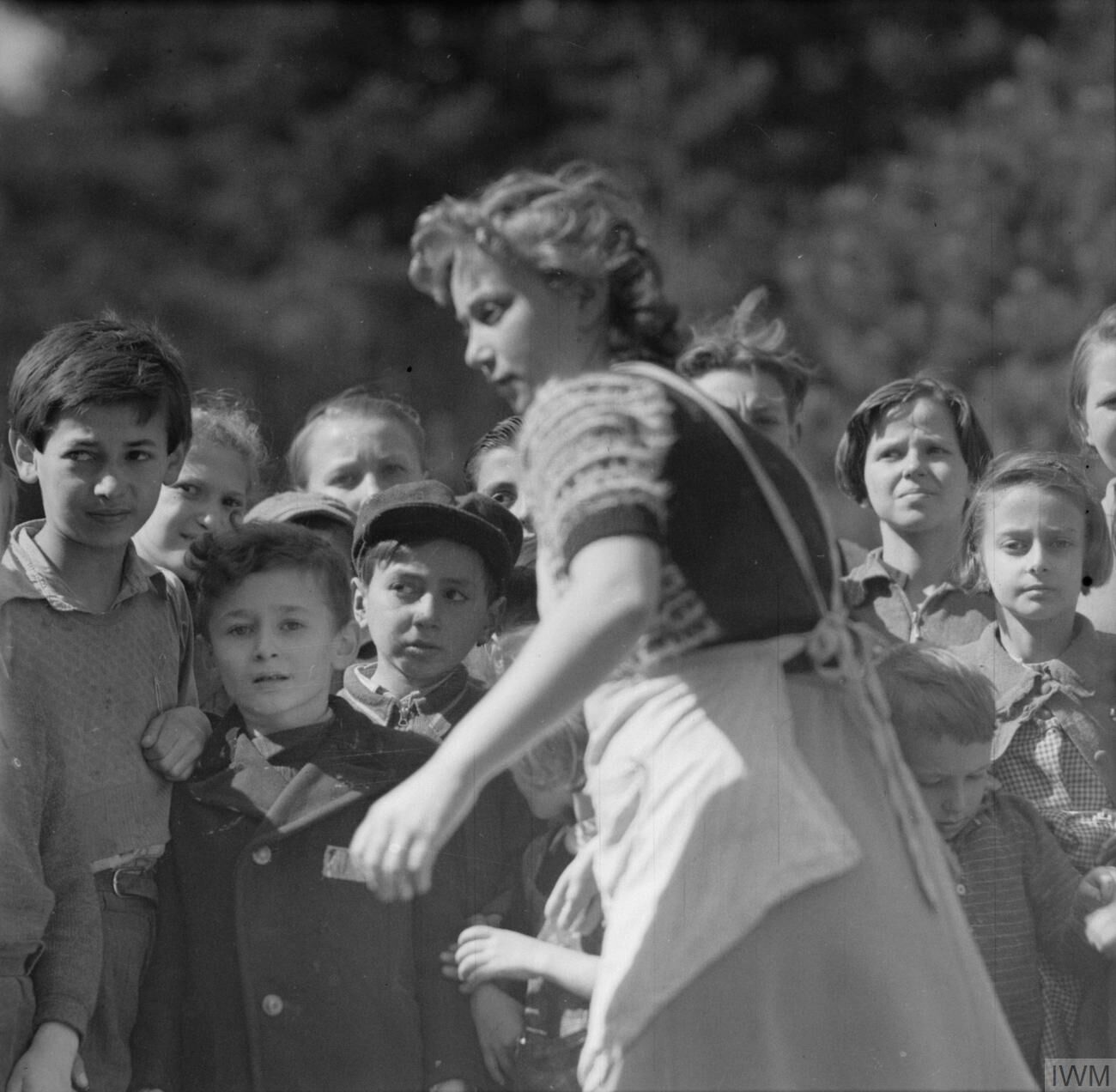
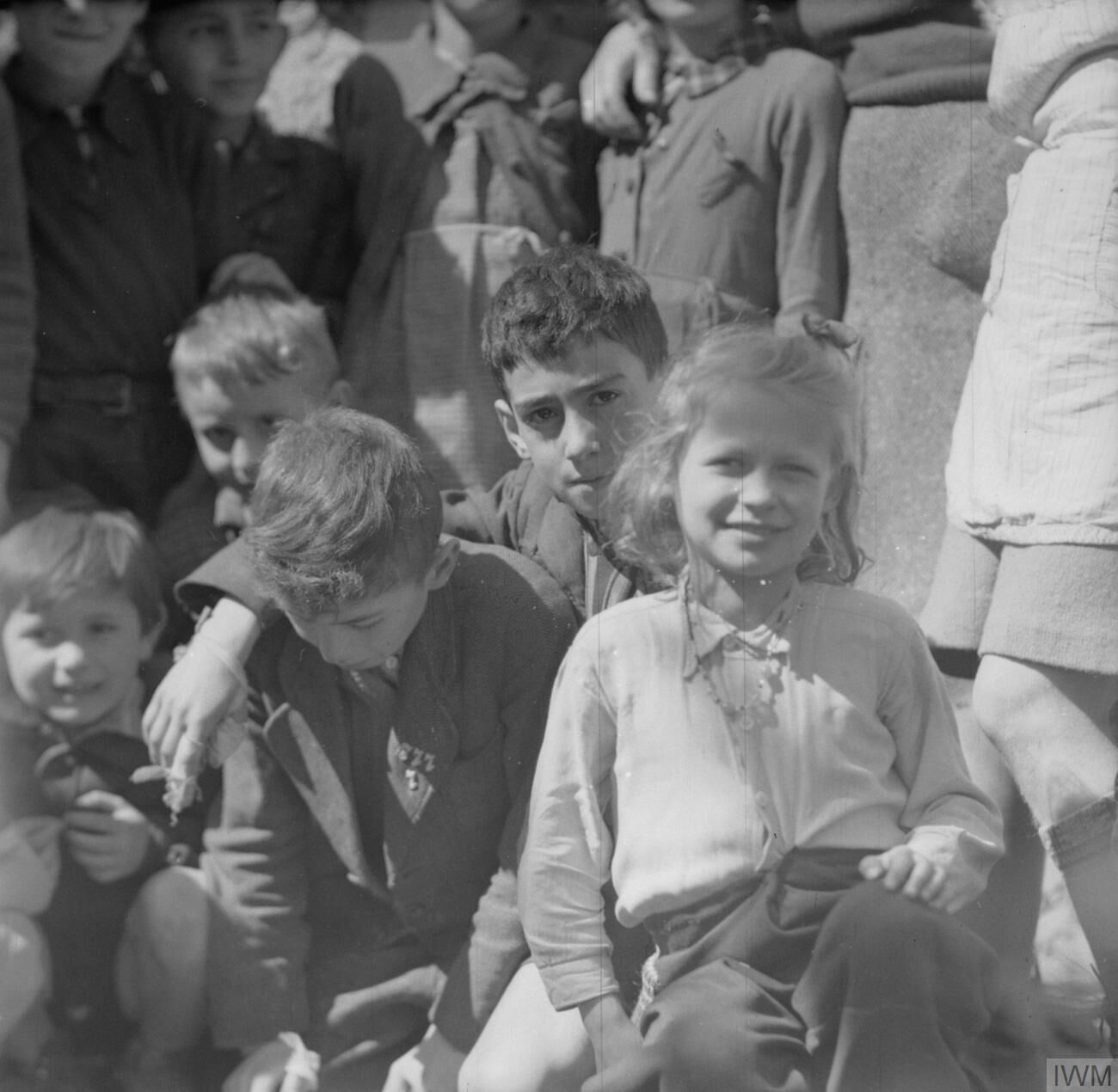
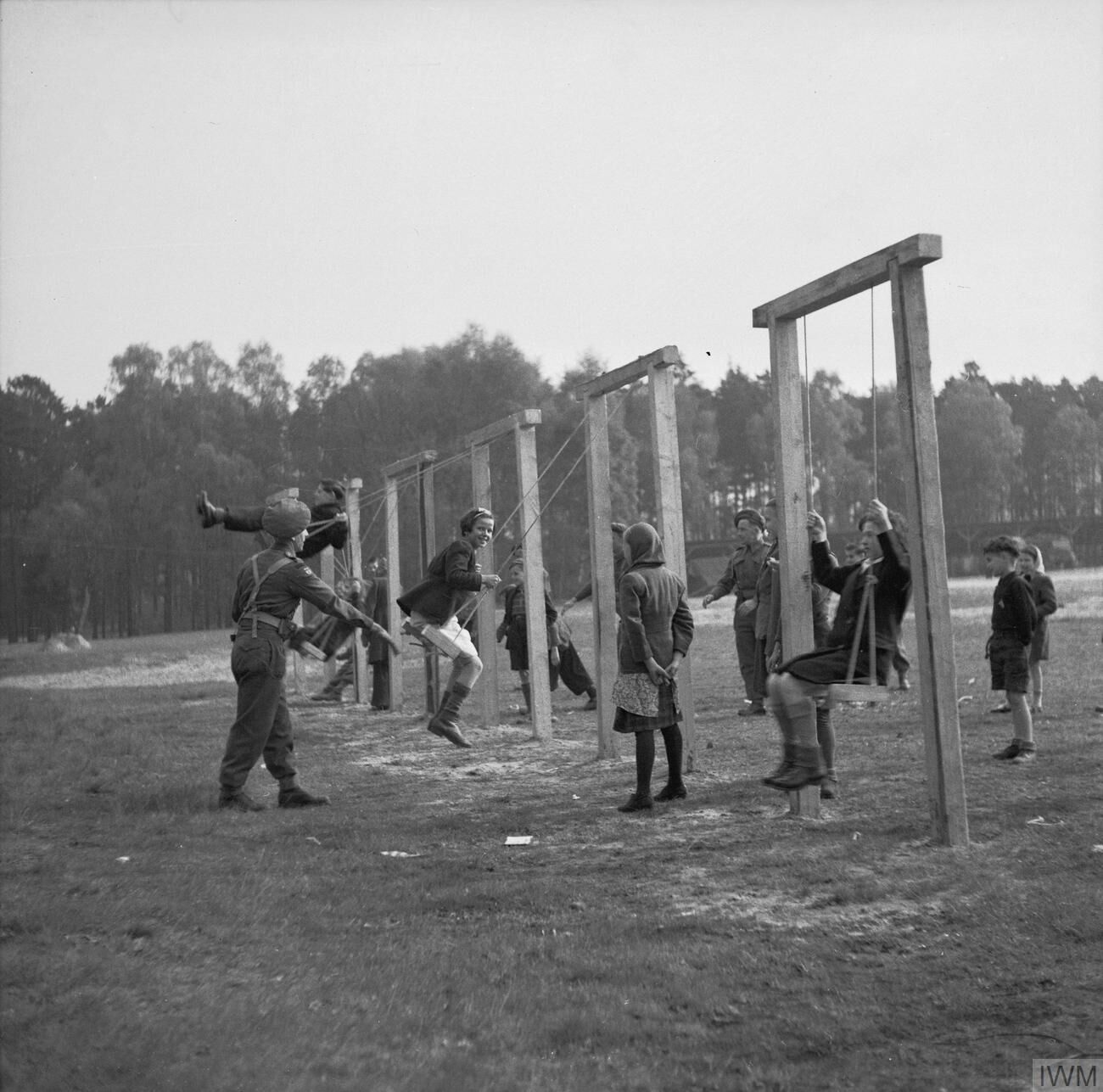
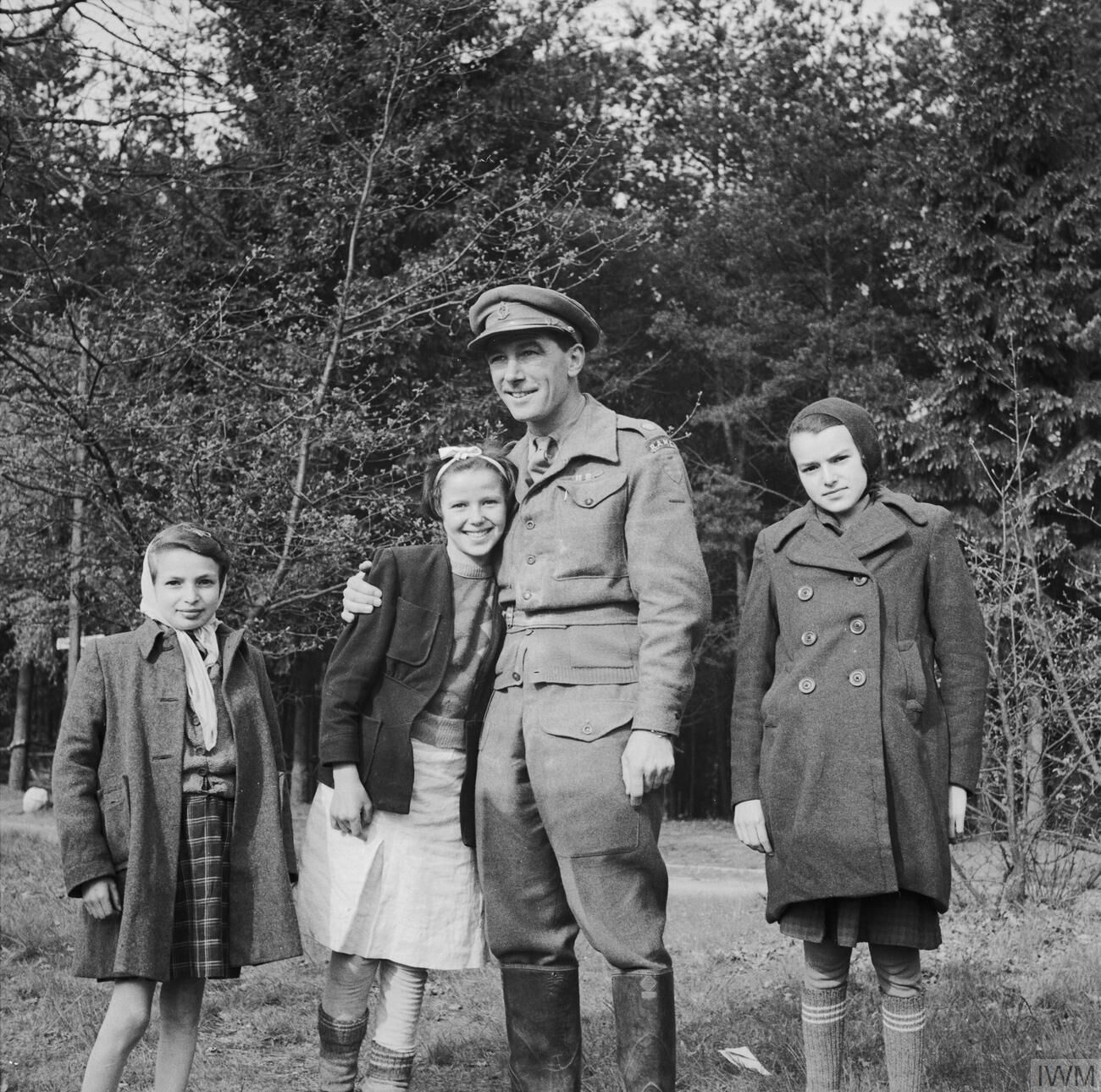
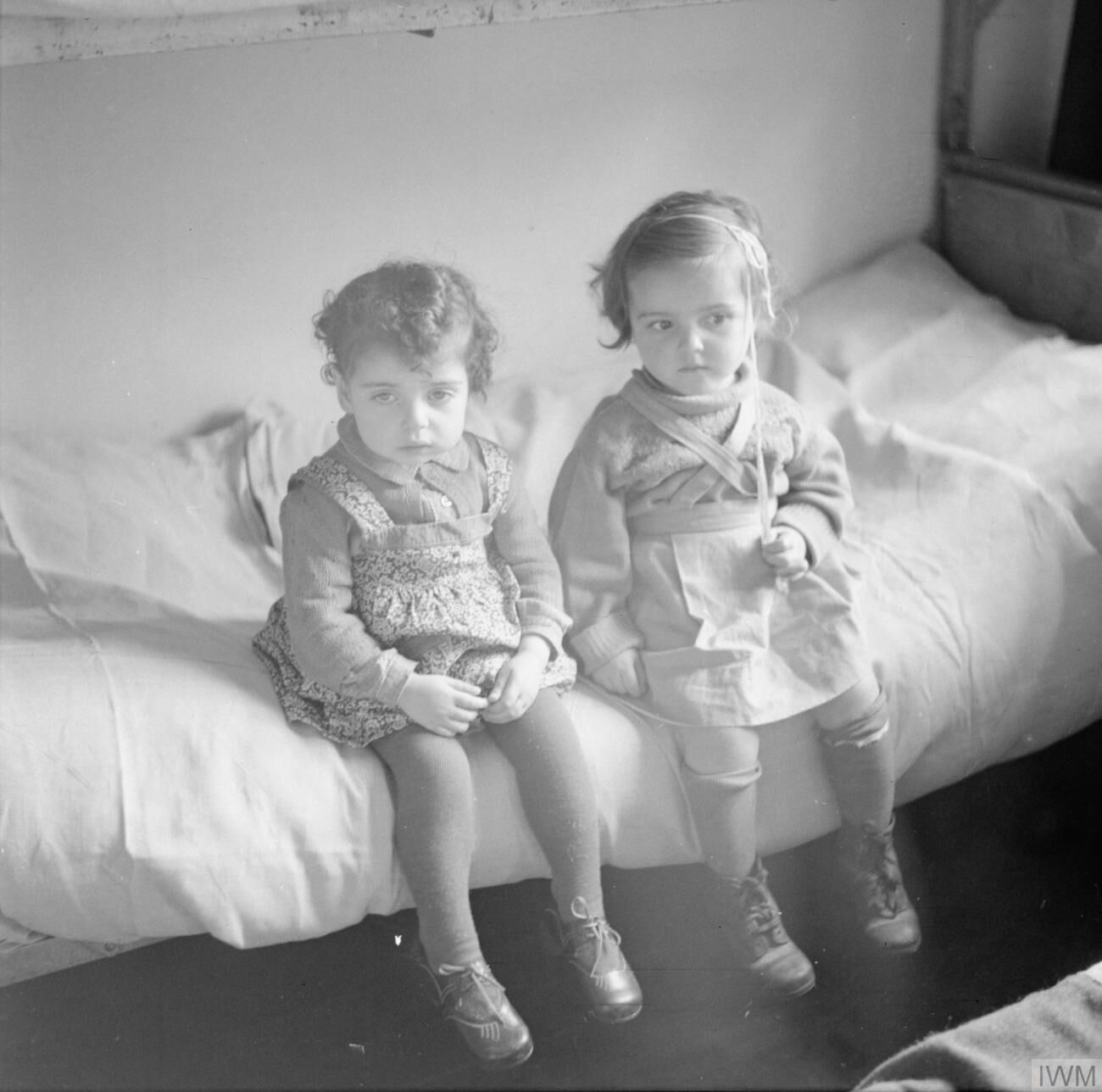
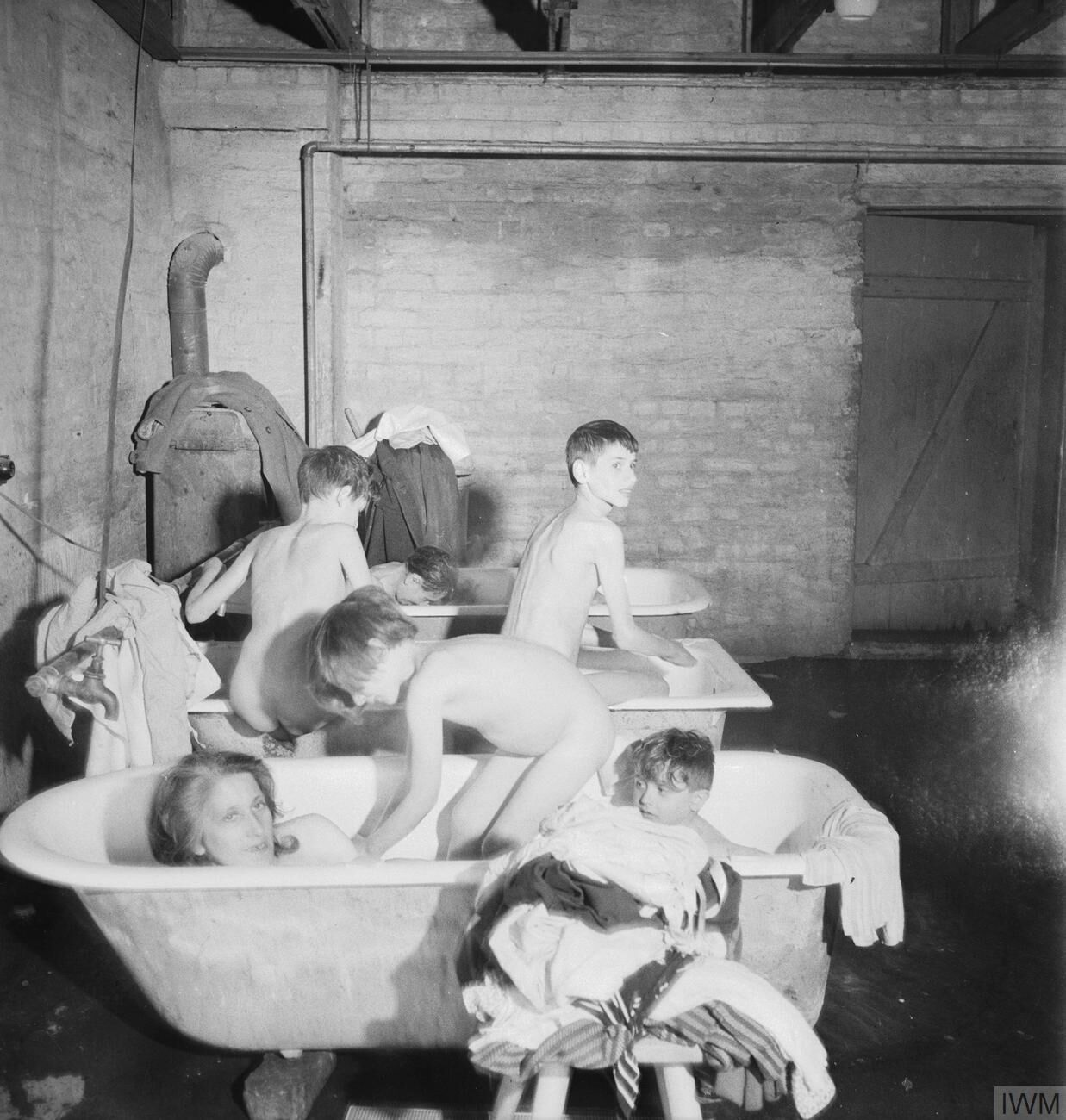

Nel maggio-giugno 1945 le condizioni di vita erano notevolmente migliorate. I bambini appaiono adesso in buone condizioni, ben nutriti e ben vestiti. Molti di loro sono presenti al primo servizio religioso ebraico celebrato al campo. Si è aperta anche una scuola:

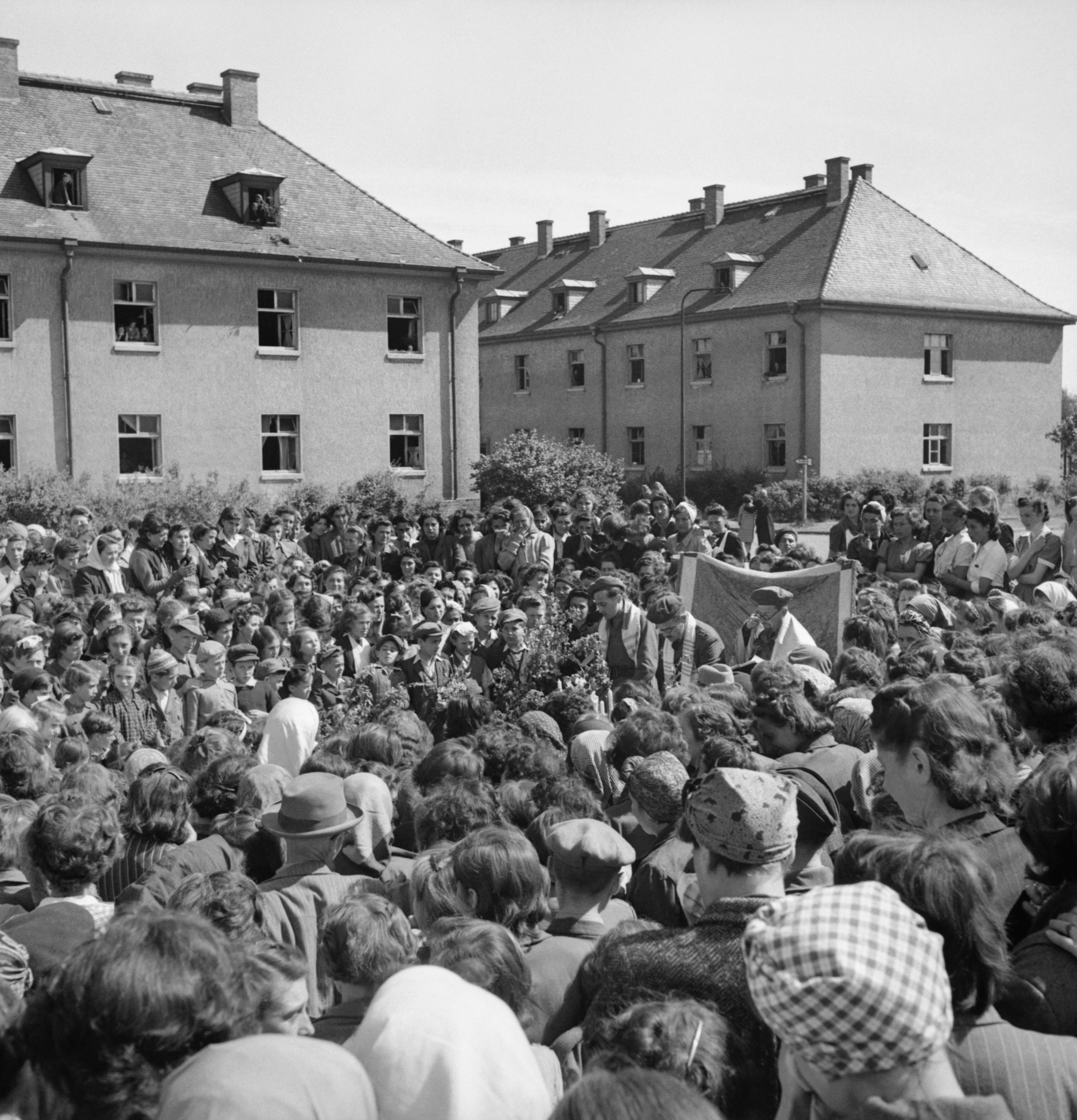
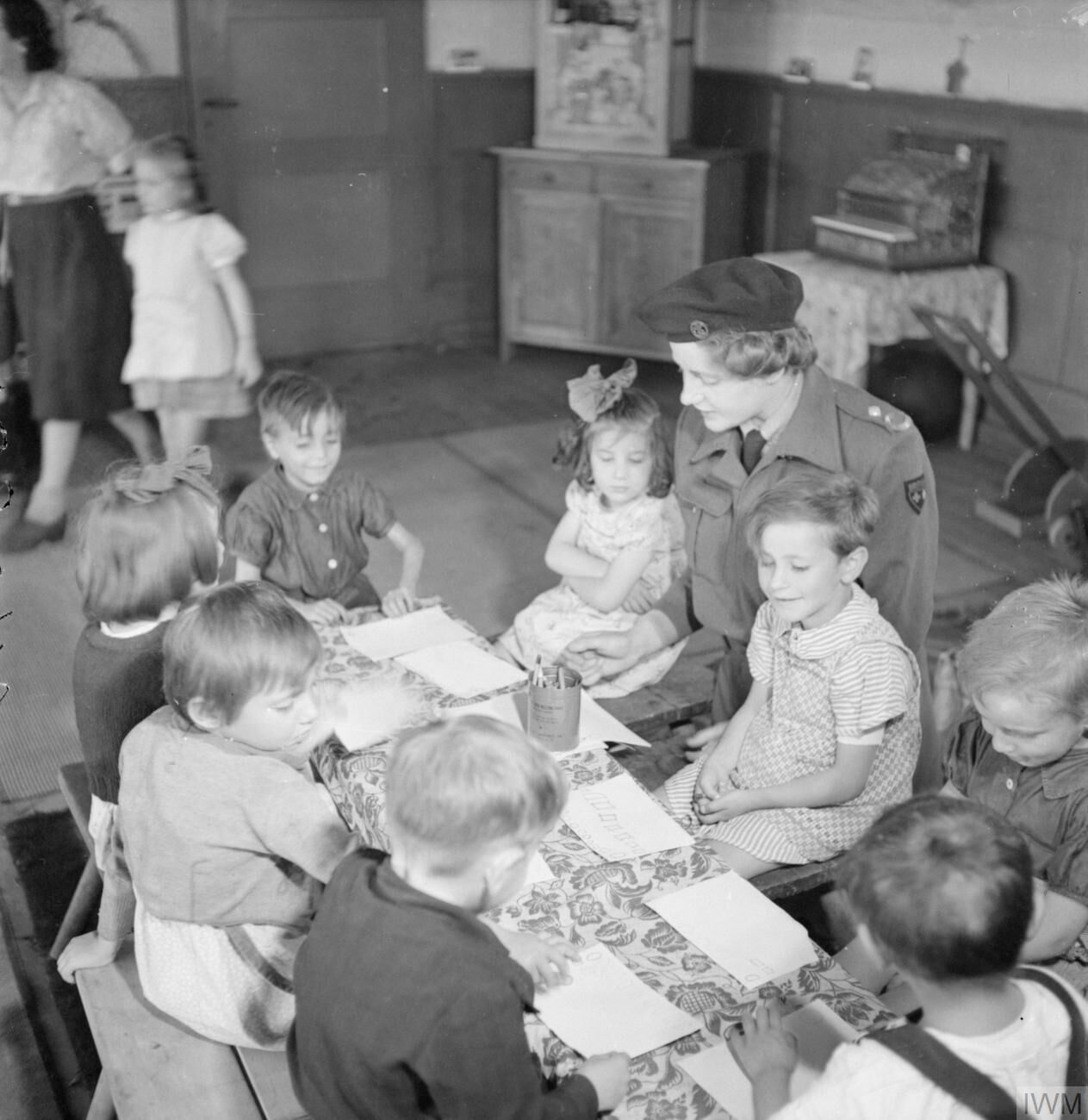
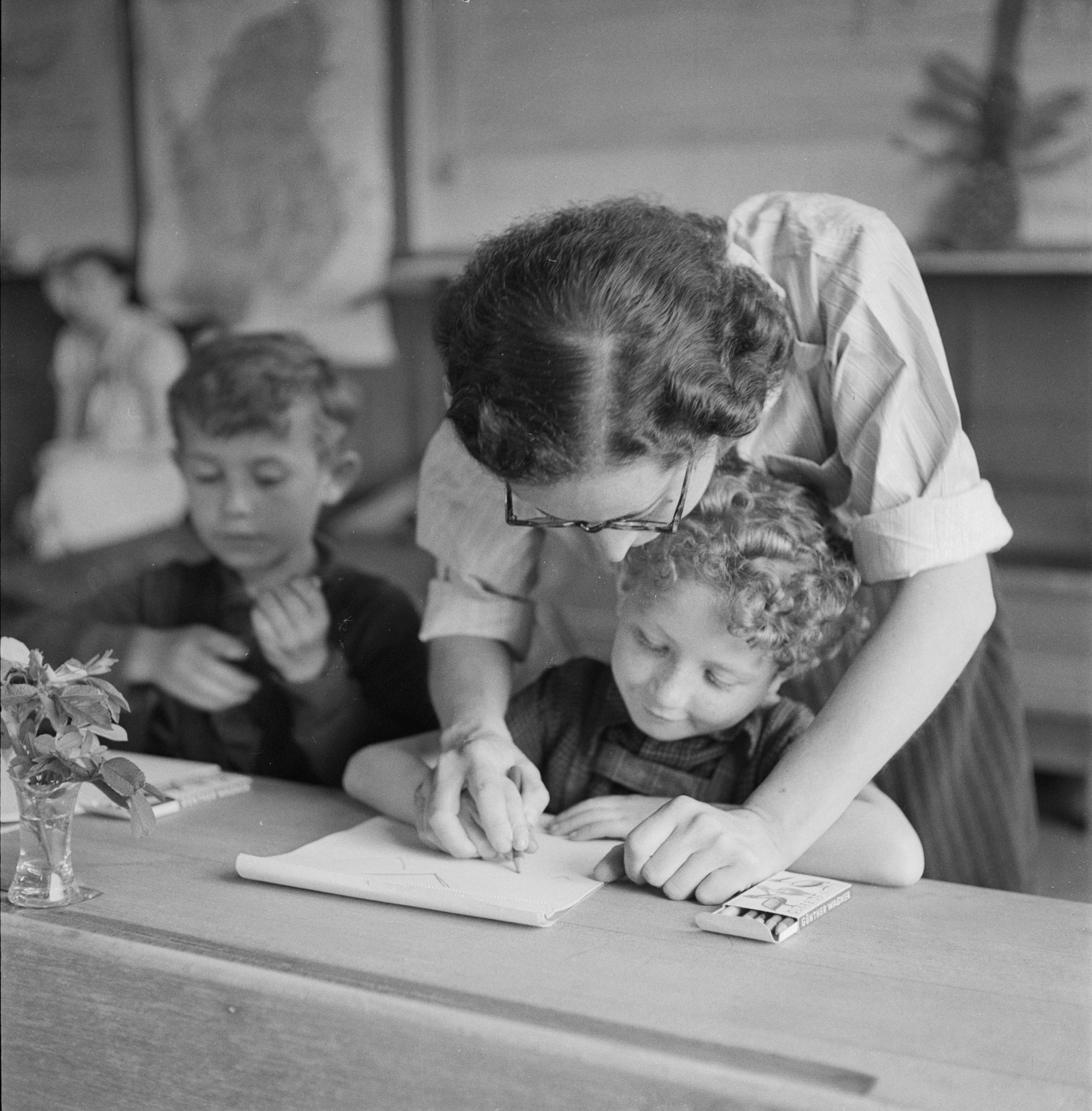
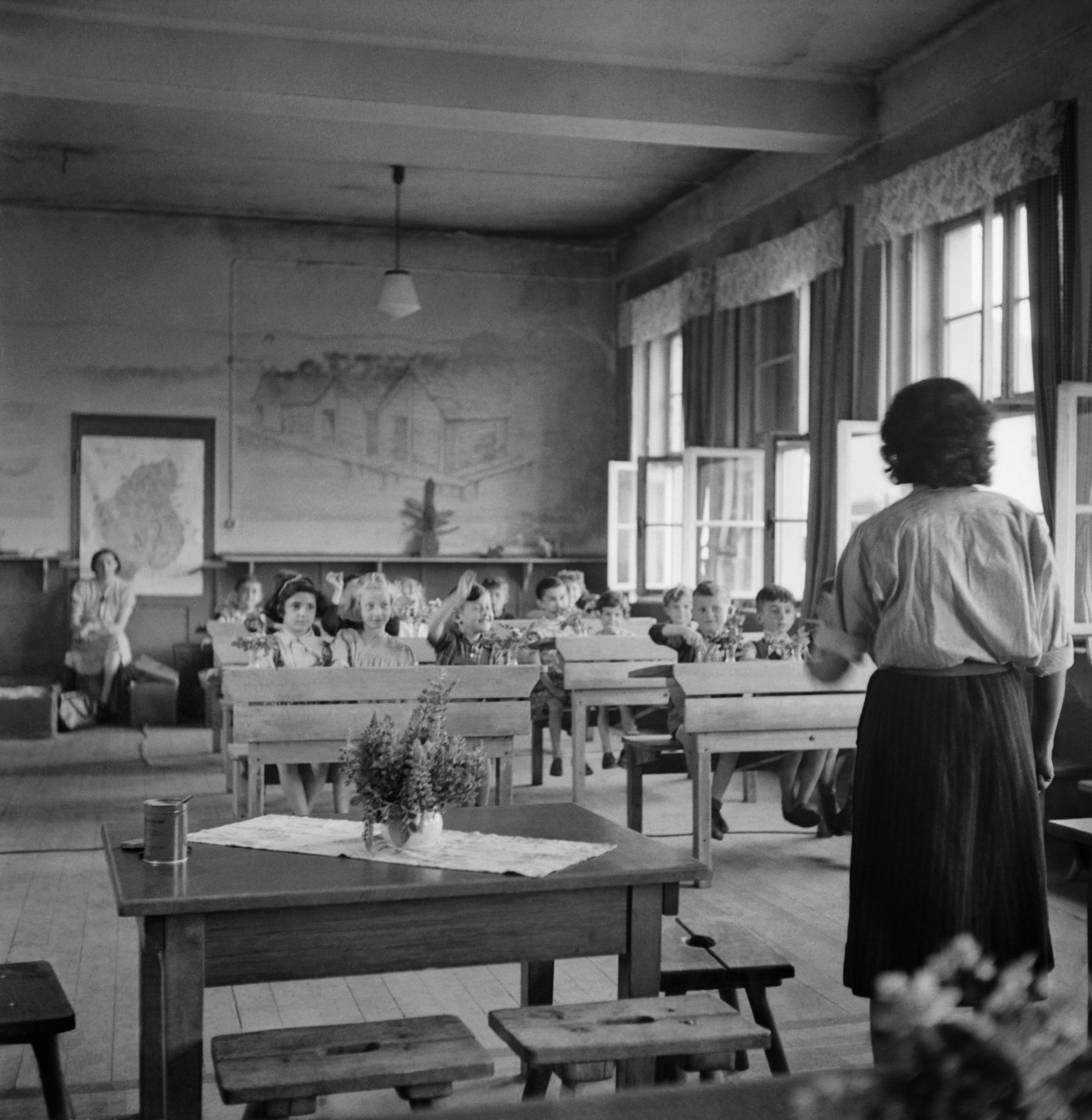

Nel novembre 1945 alcune decine di bambini di Bergen-Belsen furono accolti come rifugiati in Inghilterra:
- Britain welcomes children liberated from Bergen-Belsen

## Bambini imprigionati a Bergen-Belsen
La quasi totalità dei bambini di Bergen-Belsen sono ebrei, ma vi furono imprigionati anche bambini rom e prigionieri politici. Provengono in prevalenza dall'Olanda, ma anche da Ungheria, Polonia, Francia, Germania, Cecoslovacchia e dai Balcani. Molti di loro furono liberati a bordo dei treni di Bergen-Belsen, con i quali si cercò di evacuare i prigionieri nell'imminenza dell'arrivo delle truppe alleate.

### Vittime
- Anna Frank (1929-1945), ebrea tedesca, divenuta un simbolo della Shoah per il suo diario, scritto nel periodo in cui lei e la sua famiglia si nascondevano a Amsterdam dai nazisti. Arrestata e deportata a Auschwitz, giunse infine a Bergen-Belsen dove morì di tifo al pari della sorella Margot Frank (1926-1945)
- Rywka Lipszyc (1929-1945), ebrea polacca. Dal ghetto di Łódź (ove scrisse un diario tra l'ottobre 1943 e l'aprile 1944) fu deportata a Auschwitz e altri campi. Ancora viva a Berger-Belsen alla liberazione, morì poco dopo in ospedale.

### Superstiti
- Miriam Akavia (Matylda Weinfeld; 1927-2015), ebrea polacca. Dal ghetto di Cracovia fu deportata a Płaszów e quindi a Auschwitz e Bergen-Belsen. Dopo un breve periodo in Svezia, emigra in Palestina. Pubblica libri di memorie.
- Rudy Kennedy (Rudi Karmeinsky; 1927-2008), ebreo tedesco, deportato a Auschwitz e altri campi. Liberato a Bergen-Belsen. Emigra orfano in Inghilterra nel 1946 dove è adottato. Lavora come ingegnere alla costruzione dei primi razzi.
- Zuzana Růžičková (1927-2017), ebrea ceca. Dal ghetto di Teresin fu deportata a Auschwitz e altri campi. Liberata a Bergen-Belsen con la madre. Rientrano in Cecoslovacchia. Diventa una musicista di fama internazionale.
- Simone Veil (1927-2017), ebrea francese. Deportata a Auschwitz nel marzo 1944 e quindi a Bergen-Belsen. Rientra in Francia, dove avrà un'importante carriera politica di governo.
- Tova Ben Zvi (Guta Szczekacz; n.1928), ebrea polacca. Dal ghetto di Lodz è deportata ad Auschwitz e Bergen-Belsen. Emigra orfana in Israele. Cantante folk.
- David Faber (1928-2015), ebreo polacco, deportato in vari campi di concentramento. Liberato s Bergen-Belsen. Emigra in Inghilterra e quindi negli Stati Uniti. Pubblica un libro di memorie nel 1997.
- Hanneli Goslar (n.1928), ebrea olandese di origine tedesca. Amica di Anna Frank. Deportata a Westerbork e Bergen-Belsen. Emigra in Palestina. Scrive libri di memorie.
- Paul Oppenheimer (1928-2007), ebreo olandese rifugiato dalla Germania, fratello di Rudi Oppenheimer (1931-2019) e Eve Oppenheimer (1936-2017). Deportati a Westerbork e Bergen-Belsen. Liberati sul treno di Tröbitz. Emigrano orfani da parenti in Inghilterra.
- Alice Lok Cahana (1929-2017), ebrea ungherese. Deportata a Auschwitz, Guben a Bergen-Belsen, dove è liberata. Vive in Svezia e quindi nel 1957 emigra negli Stati Uniti. Artista.
- Margit Feldman (1929-2020), ebrea ungherese. Deportata a Auschwitz e altri campi. Liberata a Bergen-Belsen. Trasferita in Svezia, emigra nel 1947 negli Stati Uniti. Pubblica nel 2009 un libro di memorie.
- Nanette Konig-Blitz (n.1928), ebrea olandese. Amica di Anna Frank. Deportata a Westerbork e Bergen-Belsen. Emigra in Inghilterra e quindi in Brasile nel 1953. Scrive libri di memorie.
- Péter Szondi (1929-1971), ebreo ungherese. E' tra i passeggeri del treno di Kastner. Rimane in Svizzera e quindi dopo il 1956 insegna critica letteraria all'università in Germania.
- Tom Kremer (1930-2017), ebreo ungherese. Imprigionata a Bergen-Belsen, dove fu liberato. Emigra in Palestina e quindi in Inghilterra.
- Sever Sternhell (n.1930), ebreo polacco. Deportato a Bergen-Belsen. Emigra in Australia con la famiglia. Insegna chimica all'università.
- Hetty Verolme (n.1930), ebrea olandese. Deportata a Westerbork e Bergen-Belsen (nella Kinderbaracke con i due fratellini). Rientra in Olanda con i genitori. Emigra in Australia nel 1954. Imprenditrice.
- Aleksander Müller (1931-2012), prigioniero politico polacco. Prende parte giovanissimo alla rivolta di Varsavia. Fu inviato prigioniero a Bergen-Belsen. Rientra in Polonia. Insegna economia all'università.
- Rudi Oppenheimer (1931-2019), ebreo olandese rifugiato dalla Germania, fratello di Paul Oppenheimer (1928-2007) e Eve Oppenheimer (1936-2017). Deportati a Westerbork e Bergen-Belsen. Liberati sul treno di Tröbitz. Emigrano orfani da parenti in Inghilterra.
- Uri Orlev (n.1931), ebreo polacco. Il padre fugge in Unione Sovietica. Dopo la morte della madre nel ghetto di Varsavia nel gennaio 1943, viene condotto con il fratello all'Hotel Polski, e quindi a Bergen-Belsen fino vive per due anni fino alla liberazione. Emigra in Palestina, dove si afferma come scrittore.
- Edith Bruck (n.1932), ebrea ungherese, deportata ad Auschwitz e di lì in vari campi. Liberata a Bergen-Belsen. Emigra orfana in Palestina e si stabilisce quindi in Italia. Già nel 1959 si afferma come scrittrice.
- Branko Lustig (1932-2019), ebreo croato, deportato con la famiglia ad Auschwitz e di lì a Bergen-Belsen. Rientra in Croazia orfano di padre. Si dedica alla regia cinematografica. Emigra nel 1988 negli Stati Uniti.
- Ladislaus Löb (n.1933), ebreo ungherese. E' tra i passeggeri del treno di Kastner. Rimane in Svizzera e quindi nel 1963 insegna storia all'Università in Inghilterra. Scrive un libro di storia sulla sua vicenda.
- Jacques Saurel (n.1933), ebreo francese di origine polacca, deportato con la madre e la sorella a Drancy e quindi a Bergen-Belsen. Liberato sul treno di Tröbitz. Rientra in Francia con la famiglia. Scrive un libro di memorie nel 2006.
- Israel Shahak (1933-2001), ebreo polacco, deportato nel 1943 dal ghetto di Varsavia in campi di lavoro. Rimasto orfano, trascorre due anni a Bergen-Belsen fino alla liberazione. Emigra in Palestina, dove si afferma come professore di chimica all'Università di Gerusalemme
- Ceija Stojka (1933-2013), austriaca di etnia rom, deportata con la famiglia Auschwitz, Ravensbruck e quindi Bergen-Belsen. Rientra in Austria, orfana di padre. Pubblica libri di memorie.
- Arianna Szörényi (n.1933), ebrea italiana, deportata ad Auschwitz-Birkenau. Nel 1944 fu inclusa in una delle marce della morte. Giunse a Ravensbrück e quindi a Bergen-Belsen dove sopravvisse fino alla liberazione. Rientra in Italia.
- Marion Blumenthal Lazan (n.1934), ebrea olandese di origine tedesca. Arrestata con la famiglia, condotti a Westerbork, e quindi a Bergen-Belsen. Liberato sul treno di Tröbitz. Emigra con la famiglia negli Stati Uniti. Pubblica nel 1996 un libro di memorie.
- Coby Lubliner (n.1935), ebreo polacco, imprigionato con la famiglia nel ghetto di Piotrków Trybunalski e quindi deportato a Buchenwald e Bergen-Belsen (nella Kinderbaracke). Riunitosi con i genitori, rimangono in Germania per poi emigrare nel 1950 negli Stati Uniti. Professore universitario di ingegneria, scrive libri di memorie.
- William Stern (1935-2020), ebreo ungherese. E' tra i passeggeri del treno di Kastner. Emigra in Inghilterra, dove ha una carriera di imprenditore.
- Madeleine Bimbad-Schuhmann (n.1936), ebrea francese. Deportata a Bergen-Belsen. Liberata sul treno di Tröbitz.
- Meir Brand (n.1936), ebreo polacco. Fugge da solo come rifugiato in Ungheria, vivendo in strada di espedienti. E' tra i passeggeri del treno di Kastner. Emigra in Palestina.
- Thomas Komoly (n.1936), ebreo ungherese. E' tra i passeggeri del treno di Kastner.
- Doriane Kurz (1936-2005), ebrea olandese rifugiata dall'Austria, sorella di Alfred Kurz. Deportati a Westerbork e Bergen-Belsen. Liberati sul treno di Tröbitz. Inviati orfani in Svezia. Emigrano negli Stati Uniti da uno zio.
- Shaul Ladany (n.1936), ebreo serbo. Rifugiato in Ungheria vive per qualche tempo in un monastero. E' tra i passeggeri del treno di Kastner. Rientra in Serbia e quindi emigra in Israele nel 1948. Professore universitario di ingegneria e atleta olimpionico, sopravvisse nel 1972 al Massacro di Monaco di Baviera.
- Emanuel Mandel (n.1936), ebreo ungherese di origine lituana. E' tra i passeggeri del treno di Kastner. Emigra in Palestina e quindi negli Stati Uniti.
- Eve Oppenheimer (1936-2017), ebrea olandese rifugiata dalla Germania, sorella di Paul Oppenheimer (1928-2007) e Rudi Oppenheimer (1931-2019). Deportati a Westerbork e Bergen-Belsen. Liberati sul treno di Tröbitz. Emigrano orfani da parenti in Inghilterra.
- Judy Jacobs (n.1937), ebrea ungherese. E' tra i passeggeri del treno di Kastner.
- Ivan Lefkovits (n.1937), ebreo slovacco. Deportato a Auschwitz, Ravensbrück, e Bergen-Belsen.
- Alfred Kurz (n.1938), ebreo olandese rifugiato dall'Austria, fratello di Doriane Kurz. Deportati a Westerbork e Bergen-Belsen. Liberati sul treno di Tröbitz. Inviati orfani in Svezia. Emigrano negli Stati Uniti da uno zio.
- Jona Oberski (n.1938), ebreo olandese di origine tedesca. Arrestato con la famiglia, condotti a Westerbork, e quindi a Bergen-Belsen. Liberato sul treno di Tröbitz assieme alla madre e all'amica Simona/Trude. Rientra orfano in Olanda, dove viene adottato da una famiglia di amici dei suoi genitori. Si afferma come fisico. Nel 1978 scrive un libro di memorie da cui è tratto il film Jona che visse nella balena (1993).
- Simona/Trude arrivata al campo da Auschwitz, vive e accudisce Jona dopo la morte della madre. Emigra in Palestina. Di lei si sa poco. Jona soffrirà anche per la partenza di Simona.
- Judah Samet (n.1938), ebreo ungherese, deportato a Bergen-Belsen. Emigra in Israele e quindi in Canada e negli Stati Uniti.
- Maurice Blik (n.1939), ebreo olandese, deportato a Bergen-Belsen con la madre. Liberato sul treno di Tröbitz. Emigra in Inghilterra.
- Eddy Boas (n.1940), ebreo olandese. Arrestato con la famiglia, condotti a Westerbork, e quindi a Bergen-Belsen. Liberato sul treno di Tröbitz. Emigra con la famiglia in Australia. Pubblica nel 2019 un libro di memorie.
- Gabi Goslar (n.1940), ebrea olandese. Deportata a Bergen-Belsen. Liberata sul treno di Tröbitz.
- John H. Merey (n.1940), ebreo ungherese. E' tra i passeggeri del treno di Kastner.
- Zoltan Zinn-Collis (1940-2012), ebreo slovacco. Liberato a Bergen-Belsen.
- Julius Maslovat (Yidele Henechowicz; n.1942), ebreo polacco, imprigionato con la famiglia nel ghetto di Piotrków Trybunalski e quindi deportato a Buchenwald e Bergen-Belsen (nella Kinderbaracke). Rimasto orfano e inviato in Svezia viene adottato da una famiglia finlandese. Emigra quindi in Canada.
- Joseph Polak (n.1942), ebreo olandese. Deportato a Westerbrok e Bergen-Belsen. Liberato sul treno di Tröbitz. Diventa rabbino.
- Judith Rotem (n.1942), ebrea ungherese. E' tra i passeggeri del treno di Kastner.
- Ischa Meijer (1943-1995), ebreo olandese, deportato a Berger-Belsen con la famiglia. Rientra in Olanda.
- Michael Pinto-Duschinsky (n.1943), ebreo ungherese. E' tra i passeggeri del treno di Kastner.
- Zena Werb (n.1945), ebrea polacca. Nasce al campo di Bergen-Belsen il 24 marzo 1945, poco prima della liberazione. Emigra con la famiglia in Canada. Insegna biologia all'università.

## Film riguardanti la condizione dei bambini nel campo di Bergen-Belsen
- The Angel of Bergen-Belsen, documentario diretto da Gerry Gregg (2009) - basato sulla testimonianza di Tomi Reichental
- I Was a Boy in Belsen, documentario diretto da Gerry Gregg (2009) - basato sulla testimonianza di Tomi Reichental